# John Francis Greif
John Francis Greif MHM (* 23. September 1897 in Mölten, Südtirol; † 17. August 1968) war ein österreichischer Ordensgeistlicher und römisch-katholischer Bischof von Tororo.

## Leben
Johann Greif wurde 1897 beim Untersagmüller am Aschlerbach geboren. Er besuchte die Grundschule in Aschl, später das Gymnasium der Benediktiner in Meran und ging dann nach Brixen ins St. Josefs-Missionshaus. Die theologischen Studien absolvierte er teils in Brixen, teils in Mill Hill (London). Greif trat der Ordensgemeinschaft der Missionsgesellschaft vom hl. Joseph von Mill Hill bei und empfing am 16. Juli 1922 das Sakrament der Priesterweihe. Noch im selben Jahr reiste Greif nach Uganda und wirkte dort als Pfarrer und Lehrer; er ließ mehrere Kirchen, Schulen und Spitäler errichten.
Am 10. Mai 1951 ernannte ihn Papst Pius XII. zum Titularbischof von Belabitene und zum Apostolischen Vikar von Tororo. Der Apostolische Delegat für die Afrikanischen Missionen, Erzbischof David James Mathew, spendete ihm am 25. Juli desselben Jahres die Bischofsweihe; Mitkonsekratoren waren der emeritierte Apostolische Vikar von Nilo Superiore, John Reesinck MHM, und der Apostolische Vikar von Kampala, Vincent Billington MHM.
John Francis Greif wurde am 25. März 1953 infolge der Erhebung des Apostolischen Vikariats Tororo zum Bistum erster Bischof von Tororo. Greif nahm an der ersten, zweiten und vierten Sitzungsperiode des Zweiten Vatikanischen Konzils teil.